# Bartel BM-4
Die Bartel BM-4 war ein gegen Ende der 1920er Jahre entwickeltes polnisches Schulflugzeug. Sie war die erste in Serie gebaute Eigenkonstruktion der „Großpolnischen Flugzeugfabrik AG“ (Wielkopolska Wytwórnia Samolotów, kurz WWS) in Poznań und gleichzeitig der erste im eigenen Land entwickelte Typ, der von den polnischen Luftstreitkräften verwendet wurde.

## Entwicklung

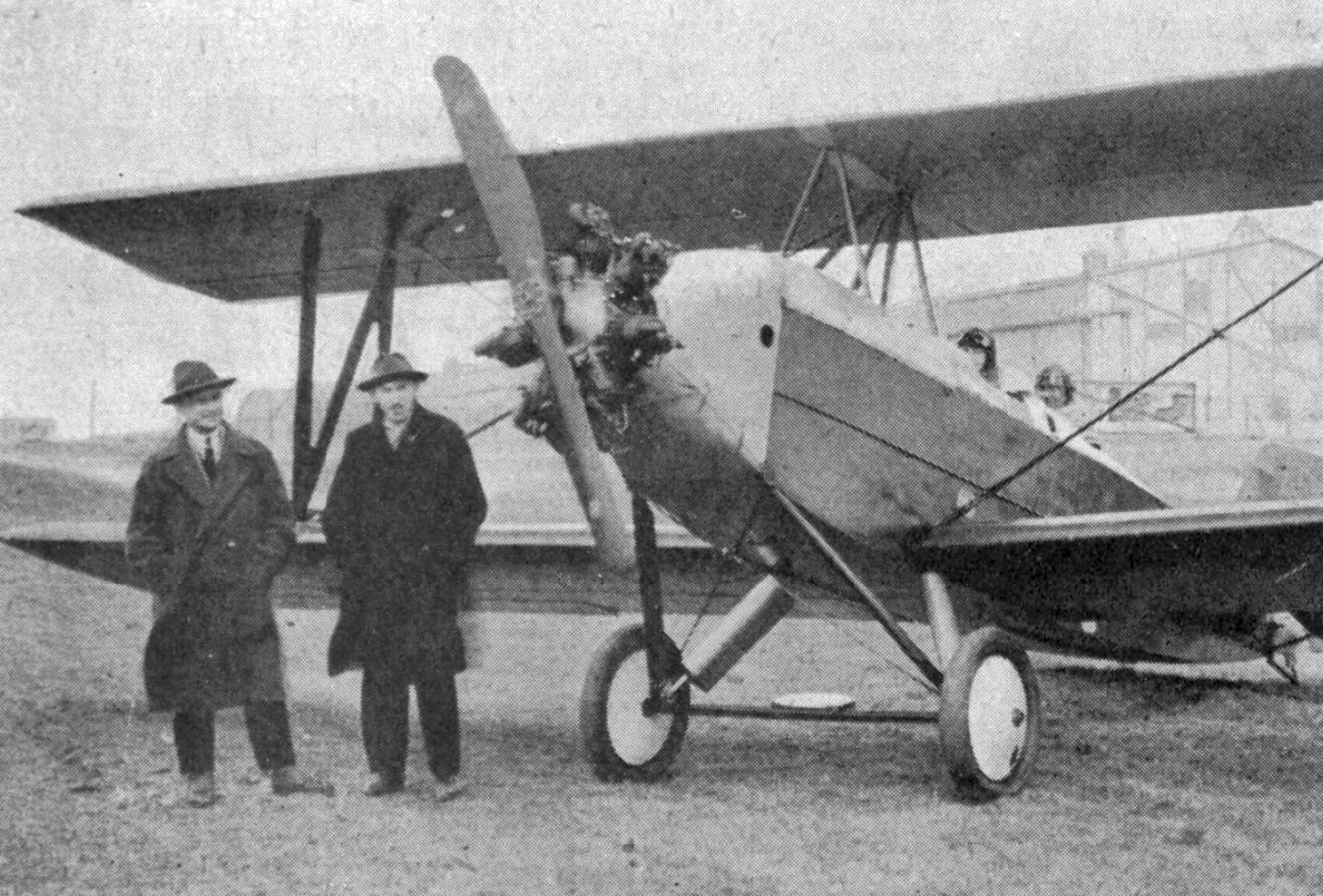
Der zweite Prototyp BM-4d mit einem WZ-7-Sternmotor

Im Jahr 1927 initiierte das polnische Luftfahrtministerium zur Unterstützung der inländischen Luftfahrtindustrie ein Programm zur Schaffung ein Anfängerschulflugzeugs. Ein Punkt der Forderung beinhaltete die Verwendung eines Le-Rhône-Umlaufmotors, von dem in Polen noch große, aus der Kriegszeit stammende Stückzahlen vorhanden waren. Der WWS-Chefkonstrukteur Ryszard Bartel orientierte sich bei der Konstruktion an seiner BM-2 von 1926, hielt das Flugzeug aber insgesamt kleiner und leichter. Die Regierung genehmigte den Entwurf und gab zwei Prototypen in Auftrag. Der erste wurde mit einem tschechischen Walter-Vega-Triebwerk mit 85 PS ausgerüstet und nach dem Erstflug am 20. Dezember 1927 polnischen Regierungsvertretern als BM-4b vorgeführt. Diese zeigten sich zufrieden, zumal sich der Typ als sehr trudelsicher erwies. Daraufhin wurde mit dem Bau des zweiten Prototyps begonnen, diesmal aber mit einem polnischen 80-PS-Sternmotor Avia WZ-7 als Antrieb. Die Flugerprobung begann am 2. April 1928 als BM-4d und verlief ebenfalls zufriedenstellend. Während die BM-4b nach dem Ende der Testreihen an das afghanische Königshaus geliefert wurde, erhielt die BM-4d Ende April 1928 das ursprünglich geforderte Triebwerk von Le-Rhône und diente so als Ausgangsmuster einer Serie von 22 Flugzeugen, die ab Mai 1929 unter der Bezeichnung BM-4a der polnischen Armee überstellt wurden. Diese Flugzeuge wurden 1930 modifiziert und erhielten neben abgerundeten Flügelenden, geänderten Querrudern und Leitwerksflächen ein achsenloses Fahrwerk mit Luft-Öl-Stoßdämpfern von Vickers. Der zweite Prototyp wurde ebenfalls mit dem geänderten Fahrwerk ausgestattet und erhielt zusätzlich einen neuentwickelten einheimischen Peterlot-Sternmotor mit 85 PS. Diese als BM-4e bezeichnete Version ging aufgrund des noch nicht ausreichend getesteten Triebwerks nicht in Serie.
Auch einige Serienflugzeuge wurden mit verschiedenen Antrieben getestet. So erhielt eine SM-4a 1931 als SM-4f einen G-594-Motor von Škoda mit 120 PS und ein als SM-4g betiteltes Exemplar wurde mit einem britischen 100-PS-Gipsy I-Reihenmotor erprobt. Beide Muster wurden später auf den Serienstandard zurückgerüstet.
1931 meldeten die polnischen Streitkräfte nochmals einen Bedarf von 50 Schulflugzeugen an. Da die WWS aber inzwischen aufgrund finanzieller Defizite aufgelöst worden war, ging der Auftrag an die Podlaskaer Flugzeugfabrik (PWS). Sie übernahm das modifizierte Fahrwerk, verlängerte den Rumpf um 320 mm und verbesserte die Aerodynamik der Kontur. Als Antrieb diente ein Walter-Junior-4-Sternmotor, der in einer BM-4a getestet wurde. Diese Flugzeuge mit der Bezeichnung BM-4h wurden hauptsächlich an der Zentralen Flugschule der Luftstreitkräfte in Dęblin eingesetzt. Nach ihrer Ausmusterung gingen viele davon an zivile Fliegerclubs, wurden aber 1939 nach Kriegsbeginn wieder von der Armee übernommen und für Verbindungsaufgaben genutzt.
Als leistungsgesteigerte und vergrößerte Weiterentwicklung erschien 1928 die BM-5.

## Technische Daten
| Kenngröße             | Daten (BM-4a)                                                               |
| --------------------- | --------------------------------------------------------------------------- |
| Besatzung             | 2                                                                           |
| Spannweite            | 10,17 m                                                                     |
| Länge                 | 7,22 m                                                                      |
| Höhe                  | 2,93 m                                                                      |
| Flügelfläche          | 25 m²                                                                       |
| Leermasse             | 538 kg                                                                      |
| Startmasse            | 791 kg                                                                      |
| Antrieb               | ein luftgekühlter Neunzylinder-Umlaufmotor Le Rhône C mit 80 PS (ca. 60 kW) |
| Höchstgeschwindigkeit | 125 km/h in Bodennähe                                                       |
| Dienstgipfelhöhe      | 2820 m                                                                      |
| Flugdauer             | 3 h                                                                         |